# François Ducaud-Bourget
 (décembre 2023).
Pour les articles homonymes, voir Bourget.
Germain Joseph Pierre Marie Maurice Ducaud, dit François Ducaud-Bourget ou, plus simplement, François Ducaud,  est un prêtre et un poète français, figure du catholicisme traditionaliste, né à Bordeaux le 24 novembre 1897 et mort à Saint-Cloud le 12 juin 1984.

## Œuvres
- La Clarté d'Oxford (Rédier), roman (1929)
- Ma belle morte en robe verte (Le Rouge et le Noir), rythmes (1930)
- L'ombre sur nos cœurs (Le Rouge et le Noir), roman (1931)
- Le Cyrénéen (Mercure universel), rythmes (1933)
- L'Oblation (Mercure universel), rythmes (1933)
- Sandro l'humilié (Feuilles vertes), rythmes (1936)
- Notre Dame de Haute Mort (Matines), rythmes (1936) - Prix Heredia de l'Académie française en 1939
- Revue Mâtines regroupant des œuvres d'écrivains catholiques de poésie et d'art, fondée en 1936 avec l'Association : Union Universelle des écrivains catholiques
- Messe pro tempore belli
- Les Degrés dans la nuit, rythmes (péface de Paul Fort)
- Interludes pour le temporal (rythmes), Paris, Jean-Renard, 1941 - Prix Jules-Davaine de l’Académie française en 1942
- L'Imitation de Jésus Christ de Corneille, Albin Michel
- La vie méprisée de Jehanne de France, suivi de Médailles d'Annonciade, 1941, 64 pages sous couv. ill., 110 x 185 mm. Collection catholique, Gallimard,  (ISBN 2-07-022042-7)
- La vie humiliée de Jehanne de France (N.R.F.)
- Orate, fratres (N.R.F.)
- Poésie sacerdotale (N.R.F.)
- Tristan d'Automne et Poésies 1946 - Prix Saint-Cricq-Theis de l’Académie française en 1948
- Claudel est-il un écrivain catholique ?, 1950.
- Claudel, Mauriac et cie catholiques de littérature, avec par Lefevre Luc J. et Valentin-Breton R. P., 1951.
- Chemin de Croix (Ed. XXe. siècle)
- Faux témoignages chrétiens, 1952. (Ed. XXe. siècle)
- Éléments pour une épitaphe, Matines
- Sonnets de la Vierge folle, Matines
- La B. Jehanne de France vous parle de la Sainte Vierge, Ed. franciscaines
- Louis dauphin de France. le fils du bien-aimé, 1961.
- Louis dauphin de France, fils de Louis XV, Ed. Le Conquistador
- La Maçonnerie noire ou La vérité sur l'intégrisme, Éd. Nicolas Imbert, Niort, 1974
- Le Royaume de Dieu
- Les précurseurs, 1978.
- Orée, 1980.
- Catéchisme à l'usage des catéchistes, 1983.
- La Spiritualité de l'Ordre de Malte (1099-1963), La Caraque, Paris. 1955

## Théâtre
- Thérèse qui mourut d'amour (Ste Thérèse d'Avila), joué à la Radio-diffusion française le 19 mai 1949
- Le Royaume de Dieu (Evocation dramatique en huit images de Grégoire VII), dédié à l'archevêque de Port-au-Prince, joué le 25 février 1962 par la Comédie-Française à la Radio, avec Paul-Émile Deiber, Michel Etcheverry, Jean Marchat, François Chaumette[2] puis à nouveau en 1984 à la Salle Pleyel et en 1985 au Théâtre Tristan-Bernard, avec Jacques Le Carpentier[3] et Philippe Ariotti[4]. (Publié en 1963,  (ISBN 9782723304177))
- Tong (joué à Port-au-Prince, Haïti)
- Le Magicien désenchanté (pièce en trois actes, joué à Port-au-Prince en 1957, Haïti, La phalange)

## Décoration
- Médaille de la Résistance française (15 octobre 1945)[5]

## Banques de données
- Ressource relative à la littérature :   - Académie française (lauréats)
- Notices d'autorité :   - VIAF
  - ISNI
  - BnF (données)
  - IdRef
  - LCCN
  - GND
  - Belgique
  - Pays-Bas
  - Israël
  - NUKAT
  - Vatican